# Rimska legija
Rimska legija je bila osnovna taktična enota rimske vojske.

## Legija v obdobju rimske republike
Rimska legija je v obdobju republike imela 4.200 legionarjev (v primeru vojne je lahko narasla do 5.000; dodali so 800 zavezniških vojakov) in je bila sestavljena iz 60 centurij:
- 20 centurij po 30 triarijev,
- 20 centurij po 60 princepsov,
- 20 centurij po 60 hastatov,
- 1.200 velitov.

Poleg tega je imela legija dodano še rimsko konjenico 300 mož.
Po Marijevih reformah se je spremenila tudi sestava legije. Triarije, princepse in hastate so oborožili enako, toda obdržali so stare nazive. Reorganizirali so tudi sestavo legije, tako da so v kohorto združili tri maniple legionarjev; 10 kohort je sestavljalo legijo. Legiji je poveljevalo 6 tribunov, a so jih nato zamenjali legati.

## Legija v obdobju rimskega cesarstva
Legija je v času rimskega cesarstva doživela novo spremembo. Obsegala je 10 kohort; 1. kohorta je imela 5 centurij z 800 mož, ostalih devet kohort pa je imelo 6 centurij z 500 možmi. Priključili so jim še 120 konjenikov. Skupaj je legijo sestavljalo okoli 5.500 legionarjev.

## Seznam legij
Legije leta 68
- I. legija Adiutrix
- I. legija Germanica
- I. legija Italica
- I. legija Maximiana
- II. legija Augusta
- II. legija Gallica
- III. legija Augusta
- III. legija Cirenajka
- III. legija Diocletiana
- III. legija Gallica
- III. legija Italica
- IV. legija Macedonica
- IV. legija Scythica
- V. legija Alaudae
- V. legija Macedonica
- VI. legija Ferrata
- VI. legija Victrix
- VII. legija Claudia
- VII. legija Galbiana, kasnejša VII. legija Gemina
- VIII. legija Augusta
- IX. legija Hispana
- X. legija Fretensis
- X. legija Gemina
- XI. legija Claudia
- XII. legija Fulminata
- XIII. legija Gemina
- XIV. legija Gemina
- XV. legija Primigenia
- XV. legija Appollinaris
- XVI. legija Gallica
- XX. legija Valeria Victrix
- XXI. legija Rapax
- XXII. legija Primigenia
- XXII. legija Deiotariana

Manjkajoče legije
- XVII. legija
- XVIII. legija
- XIX. legija

Manjkajoče legije so leta 9 v Bitki v Tevtoburškem gozdu popolnoma uničili Germani. Legij niso niti obnovili niti uporabili njihovih številk, kar je izjemen primer v rimski zgodovini.
Druge legije
- I. legija Armeniaca
- I. legija Flavia Pacis
- I. legija Minervia
- I. legija Parthica
- II. legija Adiutrix
- II. legija Armeniaca
- II. legija Flavia Constantia
- II. legija Flavia Virtutis
- II. legija Italica
- II. legija Parthica
- II. legija Traiana Fortis
- III. legija Flavia Salutis
- III. legija Parthica
- IV. legija Flavia Felix
- X. legija Equestris
- XVI. legija Flavia Firma
- XXX. legija Ulpia Victrix